# Дин, Уолтер

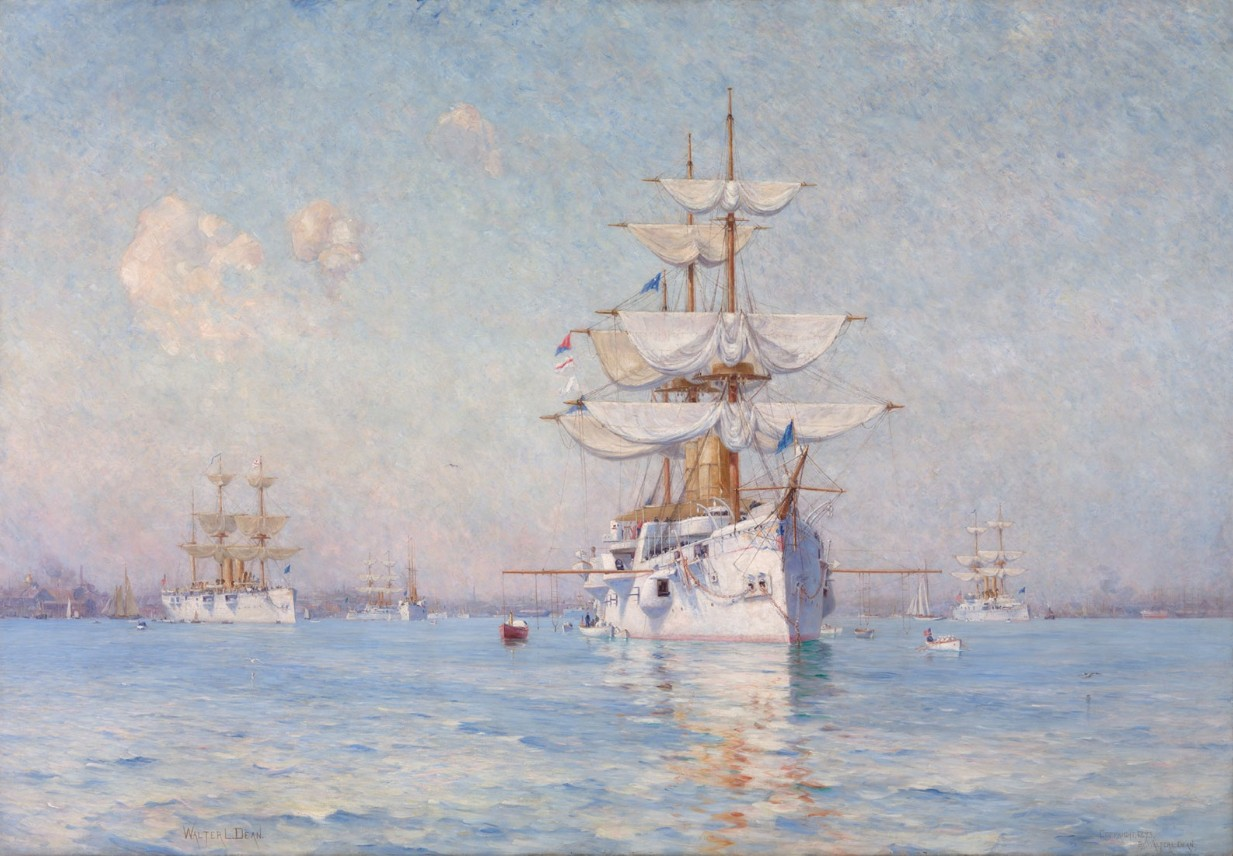
Картина Уолтера Дина «Peace»
(The White Squadron in Boston Harbor)

Уолтер Дин (англ. Walter Lofthouse Dean; 1854—1912) — американский художник-маринист; командор Бостонского яхт-клуба (англ.  Boston Yacht Club) и вице-президент Бостонского клуба искусств.

## Биография
Родился 4 июня 1854 года в городе Лоуэлл, штат Массачусетс, был третьим сыном в семье Benjamin Dean, который был членом Палаты представителей США от штата Массачусетс, и Mary Ann Dean (урождённая French). Бабушка и дедушка Уолтера Дина переехали в Соединенные Штаты Америки в 1829 году из английского города Clitheroe. У Уолтера было три брата и две сестры; старший брат умер в возрасте до двух лет и Дин его не знал.
Рисование привлекало Уолтера с раннего возраста, хотя родители желали, чтобы он выбрал карьеру, связанную с устойчивым доходом в сфере хлопковой текстильной промышленности. После окончания государственной школы, Дин покинул Бостон и начал знакомиться с текстильным бизнесом в городе Tilton, штат Нью-Гэмпшир. Тщательно изучив текстильное производство и проработав в этой отрасли, Дин решил, что не хочет заниматься эти делом и решил посвятить себя искусству.
Он был принят в архитектурную школу Массачусетского технологического института в 1873 году, но оставил вуз для изучения изобразительного искусства в школе Massachusetts State Normal Art School, где его тесть Уолтер Смит был соучредителем и директором. После окончания школы, Дин работал в течение года в университете Пердью, в Уэст-Лафейетте, штат Индиана. В 1877 году он вернулся в Бостон, став учителем рисования в вечерней школе Boston Free Evening Drawing School.
В 1882 году Уолтер Дин отправился во Францию, где провел семь месяцев на французском побережье, рисуя местных жителей и водные пейзажи Бретани. Затем он поехал в Париж, чтобы учиться в Академии Жюлиана у Жюля Жозефа Лефевра и Гюстава Буланже. Здесь Дин подружился с французским художником Ашилем Удино (1820—1891), одним из любимых студентов выдающегося художника Коро. Затем Дин путешествовал по Европе, посетив Бельгию, Нидерланды, Италию и Англию.
В 1885 году Дин на большой яхте отправился в четырёхмесячный круиз по Новой Англии, посетив все порты между Бостоном и Истпортом (штат Мэн), исполняя функции капитана и штурмана. Позже он совершил более длительные путешествия на баркентине Christiana Redman и барке Woodside. Следует отметить, что художник привык к морю и был знаком с кораблями ещё с детства, совершая свои первые морские путешествия в подростковом возрасте. Он стал попечителем и командором Boston Yacht Club.
Основные годы жизни Дин провёл в Бостоне, где у него была собственная студия. Он был членом клубов Paint and Clay Club, Art Club и Society of Water Color Painters. Его крупная работа «Мир» (англ. Peace), изображающая White Squadron в Бостонской гавани, была одной из заметных работ американской секции на Чикагской выставке. Она впервые была вывешена в Капитолии в 1900 году. Работы Дина присутствовали на большинстве важных художественных выставок в течение более четверти века.
Умер 13 марта 1912 года в городе Глостер, штат Массачусетс. Был похоронен на кладбище Lowell Cemetery родного города Лоуэлла.